# Lahti
Lahti (in svedese Lahtis) è una città finlandese di 120175 abitanti, situata nella regione del Päijät-Häme. Nel 2021, la città ha ricevuto il premio di Capitale verde europea.

## Geografia fisica
La città si trova sulle rive del lago Vesijärvi. Il territorio della città è collinoso, essendo situata su una serie di ondulazioni create dall'ultima glaciazione: il Salpausselkä.

## Storia
Lahti ha acquisito lo status di città nel 1905 mentre in precedenza ha fatto parte della città di Hollola.

### Simboli
Il simbolo della città è una ruota di treno in fiamme, visto che la città è sempre stata un importante nodo ferroviario.

## Cultura

### Biennale internazionale del poster
La città è sede di una Biennale internazionale del poster. La manifestazione ebbe inizio come una semplice competizione nazionale, per poi divenire un importante evento internazionale. La Biennale non si concentra su un singolo tema, ma accoglie opere di svariate categorie, provenienti da ogni parte del mondo.

### Musica
La città ha dato i natali al gruppo folk metal dei Korpiklaani.

## Sport

### Sport invernali
Attrezzata, tra l'altro, con il trampolino Salpausselkä, la città è uno dei principali centri finlandesi per la pratica dello sci nordico; dal 1923 organizza il Trofeo del Salpausselkä (Salpausselän Kisat), una delle più antiche e rinomate competizioni della disciplina.
A Lahti si tengono regolarmente gare di Coppa del Mondo di salto con gli sci, di combinata nordica, di sci di fondo e di biathlon. Ha ospitato ben sette edizioni dei Campionati mondiali di sci nordico, nel 1926, nel 1938, nel 1958, nel 1978, nel 1989, nel 2001 e nel 2017, e quattro dei Campionati mondiali di biathlon, nel 1981, nel 1987, nel 1991 e nel 2000.

### Calcio
Il Football Club Lahti è la società calcistica principale della città.

## Amministrazione

### Gemellaggi
- Akureyri, Islanda (dal 1947)
- Ålesund, Norvegia (dal 1947)
- Deyang, Cina (dal 2000)
- Garmisch-Partenkirchen, Germania (dal 1987)
- Kaluga, Russia (dal 1994)
- Most, Repubblica Ceca
- Narva, Estonia (dal 1994, accordo commerciale)
- Pécs, Ungheria (dal 1956)
- Randers, Danimarca (dal 1947)
- Suhl, Germania (dal 1988)
- Västerås, Svezia (dal 1940)[5]
- Norberg, Svezia [5]
- Zaporižžja, Ucraina (dal 1953)